# Anagraphis
Anagraphis là một chi nhện trong họ Gnaphosidae, được Eugène Simon mô tả đầu tiên năm 1893. Ban đầu chúng được xếp vào họ Prodidomidae, sau được chuyển về họ Gnaphosidae năm 2006.

## Các loài
Chi này gồm các loài:
- Anagraphis incerta Caporiacco, 1941 – Ethiopia
- Anagraphis maculosa Denis, 1958 – Afghanistan
- Anagraphis minima Caporiacco, 1947 – East Africa
- Anagraphis ochracea (L. Koch, 1867) – Albania, Macedonia, Greece, Turkey
- Anagraphis pallens Simon, 1893 (type) – Libya, Malta, Greece, Turkey, Israel, Syria, Russia (Europe), Azerbaijan, Iran, Kazakhstan, Central Asia
- Anagraphis pluridentata Simon, 1897 – Syria
- Anagraphis pori Levy, 1999 – Israel